# Canavalia rutilans
Canavalia rutilans är en ärtväxtart som beskrevs av Dc. Canavalia rutilans ingår i släktet Canavalia och familjen ärtväxter. Inga underarter finns listade i Catalogue of Life.